# Alle meine Mädchen
Alle meine Mädchen ist ein DEFA-Spielfilm der Regisseurin Iris Gusner aus dem Jahr 1980.

## Handlung
Ralf Päschke ist Regiestudent an der Filmhochschule und dreht einen Dokumentarfilm über eine Brigade im Berliner NARVA-Werk. Die als vorbildlich geltende Brigade besteht nur aus jungen Frauen unter der Leitung von Meisterin Boltzin mit 30 Dienstjahren. Ralf erkennt bald, dass hinter der perfekten Fassade verschiedene Konflikte schwelen. Da ist die junge Kerstin, die vor allem von Gewerkschaftsvertrauensmann Anita unterdrückt wird – Kerstin hat im Gegensatz zu allen anderen ihr Abitur abgelegt, ist wegen Diebstahls vorbestraft und daher nur auf Bewährung in der Brigade. Anita wurde gerade von ihrem Freund verlassen, Susi ist aufmüpfig und stets unpünktlich und Ella hat eine Affäre mit einem verheirateten Mann.
Die Konflikte brechen auf, als die fünf jungen Frauen Ella, Susi, Anita, Kerstin und Gertrud von Ralf vor laufender Kamera erfahren, dass ihre Brigade wegen des Aufbaus einer neuen Taktstraße in der Produktion in einem halben Jahr getrennt werden soll. Die Meisterin fühlt sich düpiert, hatte sie dies selbst erst vor kurzer Zeit erfahren und sich dagegen ausgesprochen. Die jungen Frauen wiederum glauben, hintergangen worden zu sein, und werfen ihrer Meisterin Unkollegialität vor. Die wiederum zückt ein Heftchen, in das sie sämtliche Arbeitsverfehlungen der Frauen eingetragen hat: Fehlschichten, Fehlstunden, Fehlminuten. Die Situation eskaliert und Frau Boltzin verlässt wortlos ihren Arbeitsplatz – Kerstin verhindert, dass auch die letzte Episode von Ralf gefilmt wird. Als die jungen Frauen ihre Meisterin zu Hause besuchen wollen, verweigert sie ein Zusammentreffen. Kurze Zeit später wird Frau Boltzin nach einem Nervenzusammenbruch in ein Sanatorium eingeliefert.
Die fünf Frauen besuchen sie, übernachten in einer Gaststätte unweit des Sanatoriums und lernen einerseits Frau Boltzins alkoholkranken Freund kennen, andererseits auch Ralf, der sich ohne Kamera zu ihnen gesellt und bald mit Kerstin zusammenkommt.
Zurück in der Fabrik werden Prämien ausgezahlt, 30 Mark. Kerstin, die nicht Mitglied der Brigade ist, erhält nur die halbe Prämie der anderen, was zu Spannungen führt. Als Kerstin mitteilt, sie wolle ihr Geld sowieso auf das Solikonto geben, tun es ihr die anderen nach. Am nächsten Tag sind die so zusammengekommenen 65 Mark verschwunden und Kerstin wird des Diebstahls verdächtigt. Anita fordert sie auf, das Geld bis zum nächsten Tag zurückzugeben. Tatsächlich liegt am nächsten Tag ein Umschlag mit 65 Mark auf dem Tisch und Anita findet zusätzlich das gestohlen geglaubte Geld wieder und ist betreten. Kerstin kündigt ihre Arbeit bei NARVA und will zu Ralf ziehen, der ihr jedoch nur eine vorübergehende Bleibe anbietet. Als er nach einem Scherz glaubt, Kerstin habe das Geld tatsächlich gestohlen, verlässt sie ihn umgehend.
Frau Boltzin kehrt auf die Arbeit zurück. Statt Kerstin kommt eine „Neue“ zur Brigade. Am Ende schauen sich alle Frauen den Film Ralfs an und befinden, dass dieser das Leben immer viel zu idealisiert abbilde.

## Produktion

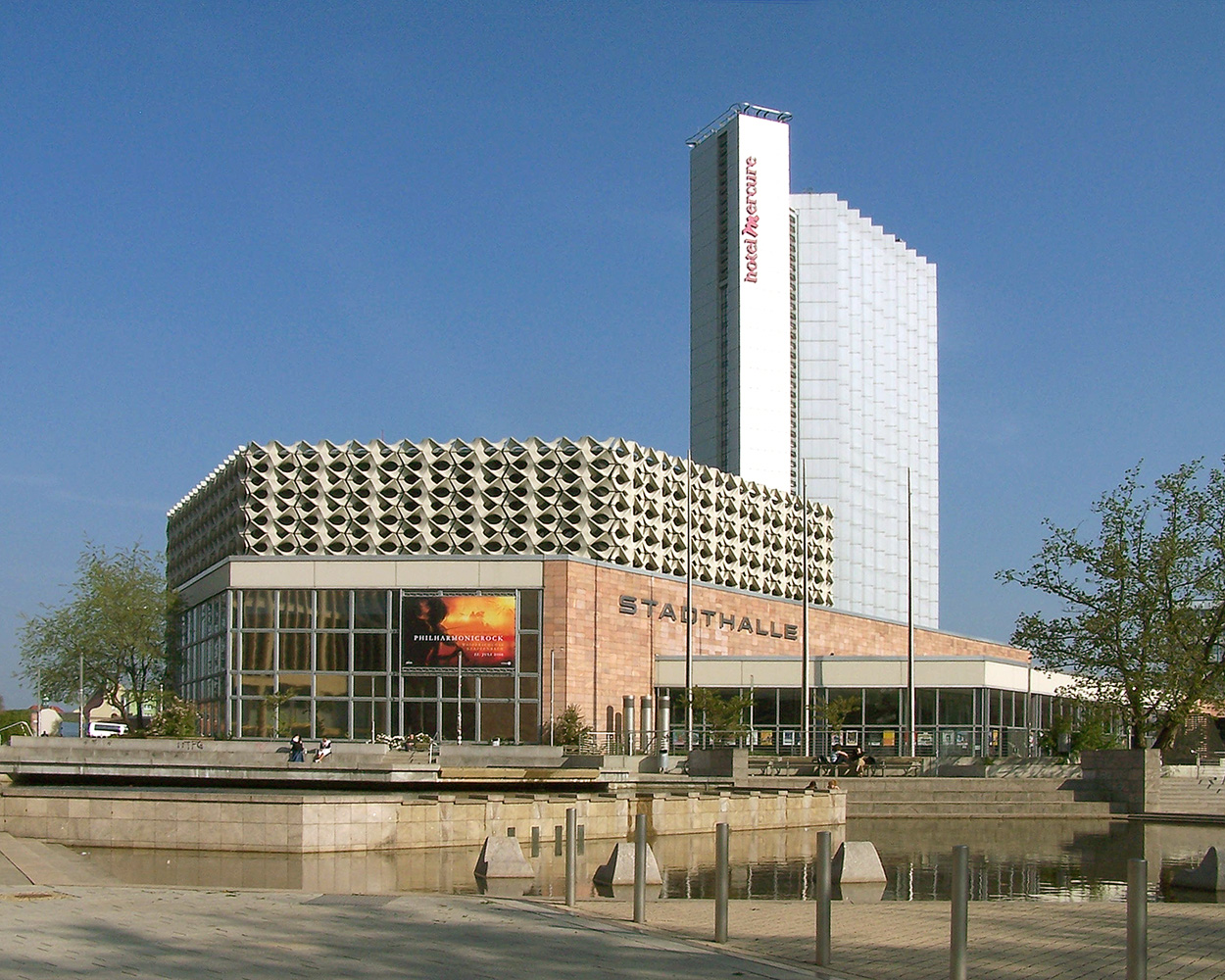
Die Chemnitzer Stadthalle, Premierenort von Alle meine Mädchen

Alle meine Mädchen entstand 1979 unter dem Arbeitstitel Bewährungsprobe. Gedreht wurde u. a. im NARVA-Werk in Berlin-Friedrichshain. Der Film wurde am 24. April 1980 in der Karl-Marx-Städter Stadthalle uraufgeführt und lief erstmals am 9. Mai 1982 im DFF. Im bundesdeutschen Fernsehen wurde der Film zum ersten Mal am 24. Februar 1994 auf dem ORB gezeigt.

## Kritik
Günter Agde schrieb im Filmspiegel, dass „insgesamt ein erfreulich vergnüglicher, leise mahnender, sehr ansehenswerter Film“ gelungen sei, der vor allem von der gemeinsamen Schauspielerleistung profitiere: „Keine der Schauspielerinnen ist ein Star, aber keine wäre so gut, wenn nicht die anderen auch gut wären. Ensemblespiel im Film, bei dem man richtig studieren kann, wie sich künstlerische Potenzen eben durch Zusammenspiel gegenseitig steigern können.“
Margit Voss machte dem Film eine Liebeserklärung und lobte die „Leichtigkeit der Inszenierung, die für dieses Genre beispielhaft ist“ und die auch auf das gute Zusammenspiel von Regie und Kamera zurückzuführen sei.
Das Lexikon des internationalen Films nannte Alle meine Mädchen einen „realitätsnahe[n] Gegenwartsfilm mit beeindruckenden schauspielerischen Leistungen; trotz einiger Mängel und Widersprüche diskussionswert.“
prisma urteilte, „Regisseurin Iris Gusner […] setzte sich hier einmal mehr detailreich und realitätsnah mit der damaligen Gesellschaft auseinander.“ Heraus kam ein „liebevoll inszeniertes Frauengruppenporträt, das gleichzeitig ein stimmiges Bild des DDR-Alltags zeichnet“.

## Auszeichnungen
Alle meine Mädchen eröffnete 1980 das erste Nationale Spielfilmfestival der DDR in Karl-Marx-Stadt. Er wurde dort mit dem Preis der Publikumsjury ausgezeichnet, während die Darsteller Lissy Tempelhof und Fritz Marquardt je einen Darstellerpreis erhielten.